# 鈍葉朝顏
鈍葉朝顏（学名：[Argyreia formosana] 错误：{{Lang}}：文本有斜体标记（帮助））为旋花科银背藤属下的一个种。其种加词“formosana”意为“台湾的”。